# Gmina Męcinka
Gmina Męcinka je polská vesnická gmina v okrese Jawor v Dolnoslezském vojvodství. Sídlem gminy je ves Męcinka. V roce 2011 zde žilo 4 963 obyvatel.
Gmina má rozlohu 147,78 km² a zabírá 25,42% rozlohy okresu. Skládá se ze 14 starostenství.

## Části gminy
StarostenstvíChełmiec, Chroślice, Kondratów, Małuszów, Męcinka, Muchów, Myślinów, Piotrowice, Pomocne, Przybyłowice, Sichów, Sichówek, Słup, Stanisławów
Sídla bez statusu starostenstvíBogaczów, Jerzyków, Raczyce, Nowa Męcinka